# 오규 기요코
오규 기요코(大給湛子, 1919년 8월 2일~2019년 8월 1일)는 일본의 구황족이다. 혼인 전에는 기요코 여왕(湛子女王)으로 불렸다. 오빠는 다케히코 왕, 다다히코 왕(신적강하 후 후작) 등이 있으며 언니는 기쿠코 여왕이 있다.